# Miguel Ángel Moratinos

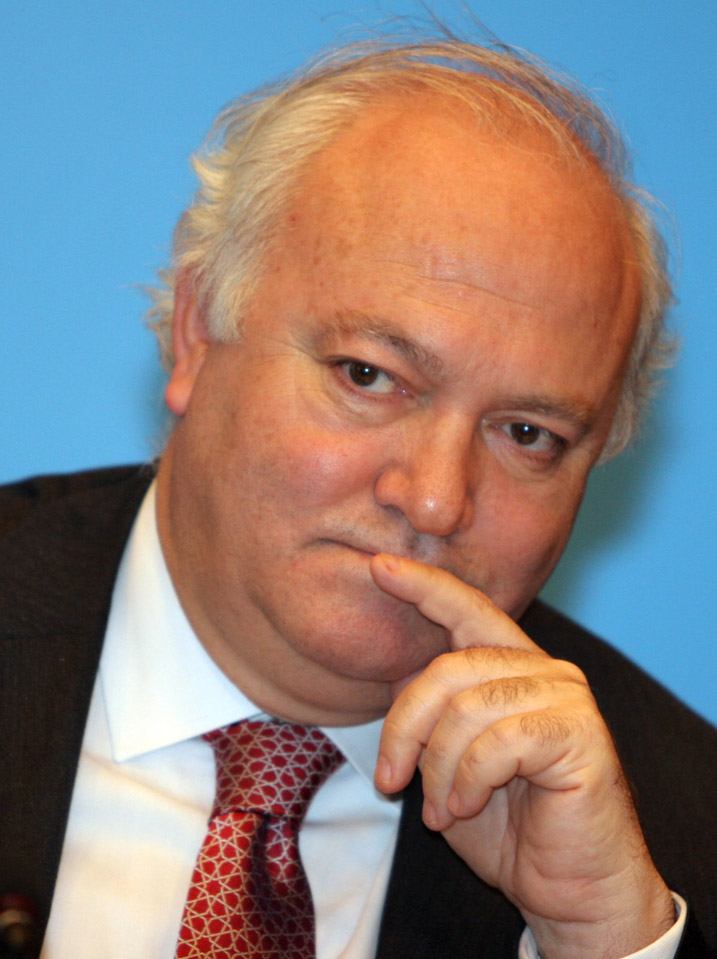
Moratinos Cuyaubé

Miguel Ángel Moratinos Cuyaubé (* 8. Juni 1951 in Madrid) ist ein spanischer Diplomat, Jurist und Politiker. Von 2004 bis 2010 war er Minister für Auswärtige Angelegenheiten und Zusammenarbeit in der Regierung Zapatero. Moratinos ist Mitglied der sozialdemokratischen Partei PSOE. Mit der spanischen EU-Ratspräsidentschaft übernahm Moratinos Cuyaubé am 1. Januar 2010 turnusmäßig den Vorsitz im Rat der Europäischen Union. Im Jahr 2007 war er turnusmäßiger Präsident der Organisation für Sicherheit und Zusammenarbeit in Europa.

## Werdegang
Nach einem Jura- und Politologiestudium trat Moratinos die Diplomatenlaufbahn an und arbeitete von 1974 bis 1979 im spanischen Außenministerium als Direktor für Osteuropafragen. Anschließend sammelte er außenpolitische Erfahrungen in der spanischen Botschaft in Jugoslawien (bis 1984) und Marokko (bis 1987). Von 1987 bis 1991 war er Untergeneraldirektor für Nordafrika; im Anschluss daran arbeitete er im Institut für Zusammenarbeit mit der arabischen Welt und war ab 1993 Generaldirektor für Außenpolitik in Afrika und im Nahen Osten. 1996 wurde er für sechs Monate Botschafter in Israel, bevor er zum EU-Sonderbeauftragten für den Nahost-Friedensprozess berufen wurde. Dieses Amt übte er bis 2003 aus.
2004 wurde Moratinos für die PSOE in das spanische Parlament (Congreso de Diputados) gewählt und am 20. April von Ministerpräsident José Luis Rodríguez Zapatero zum Außen- und Entwicklungshilfeminister ernannt. Zu den ersten Aktionen, für die er in diesem Amt verantwortlich zeichnete, zählte der Abzug der spanischen Truppen aus dem Irak, was eine längere diplomatische Krise zwischen Spanien und den USA auslöste. Ein weiterer Schwerpunkt seiner Amtsausübung war die 2004 von Spanien und der Türkei initiierte Allianz der Zivilisationen. 2007 bemühte sich Spanien außerdem um die Aufnahme eines Menschenrechtsdialogs mit der kubanischen Regierung, wofür Moratinos von der spanischen Oppositionspartei PP teils scharf kritisiert wurde.
Bei einer Kabinettsumbildung am 20. Oktober 2010 wurde Moratinos von Trinidad Jiménez abgelöst.